# Sfreddo y Paolini (compañía aeronáutica)

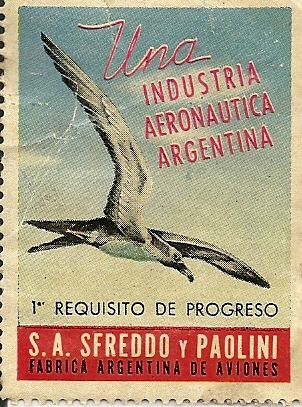
Logo de la empresa

Sfreddo y Paolini fue una fábrica de aviones fundada en Argentina por Jorge Sfreddo y Luis Paolini, cuyos orígenes se remontan a 1919.

## Inicios
Jorge Sfreddo nació en Italia el 6 de marzo de 1889. Estudió en la Escuela Italiana de Aviazione, terminando sus estudios en el año 1913 y en el año 1914 emigró a la argentina, puesto que la situación política europea estaba a punto de estallar. Al llegar a Buenos Aires es contratado por el taller y escuela de aviación de M. Paillete y T. Fels, existente en el aeródromo de San Fernando. Luís Paolini nació el 5 de octubre de 1894 en el barrio de La Boca, Buenos Aires, quien en 1913 se encontraba colaborando y aprendiendo en el mismo taller sin recibir remuneración alguna. Es en el mencionado taller donde los socios se conocen.
En febrero de 1914 Paillete le propone a Paolini formar parte del personal especializado, hasta el mes de diciembre del mismo año, fecha en el que Paillete parte hacia el frente de guerra, y Luís debía presentarse al servicio militar obligatorio. Nuevamente se acerca a la aeronáutica puesto que fue destinado a la Base Aérea de El Palomar, lugar en el que pudo seguir practicando y aprendiendo lo que tanto le entusiasmaba que era la aeronáutica. Terminado el período del servicio militar, le fue ofrecido a Luís Paolini formar parte del personal civil especializado. En dicho lugar también se incorpora Jorge Sfreddo. En el año 1916, fuera de las horas normales de trabajo, formaron una sociedad  de hecho, en la que se dedicaban a realizar algunas reparaciones menores que cobraban a bajo precio puesto que estaban perfeccionándose.

## Primer taller

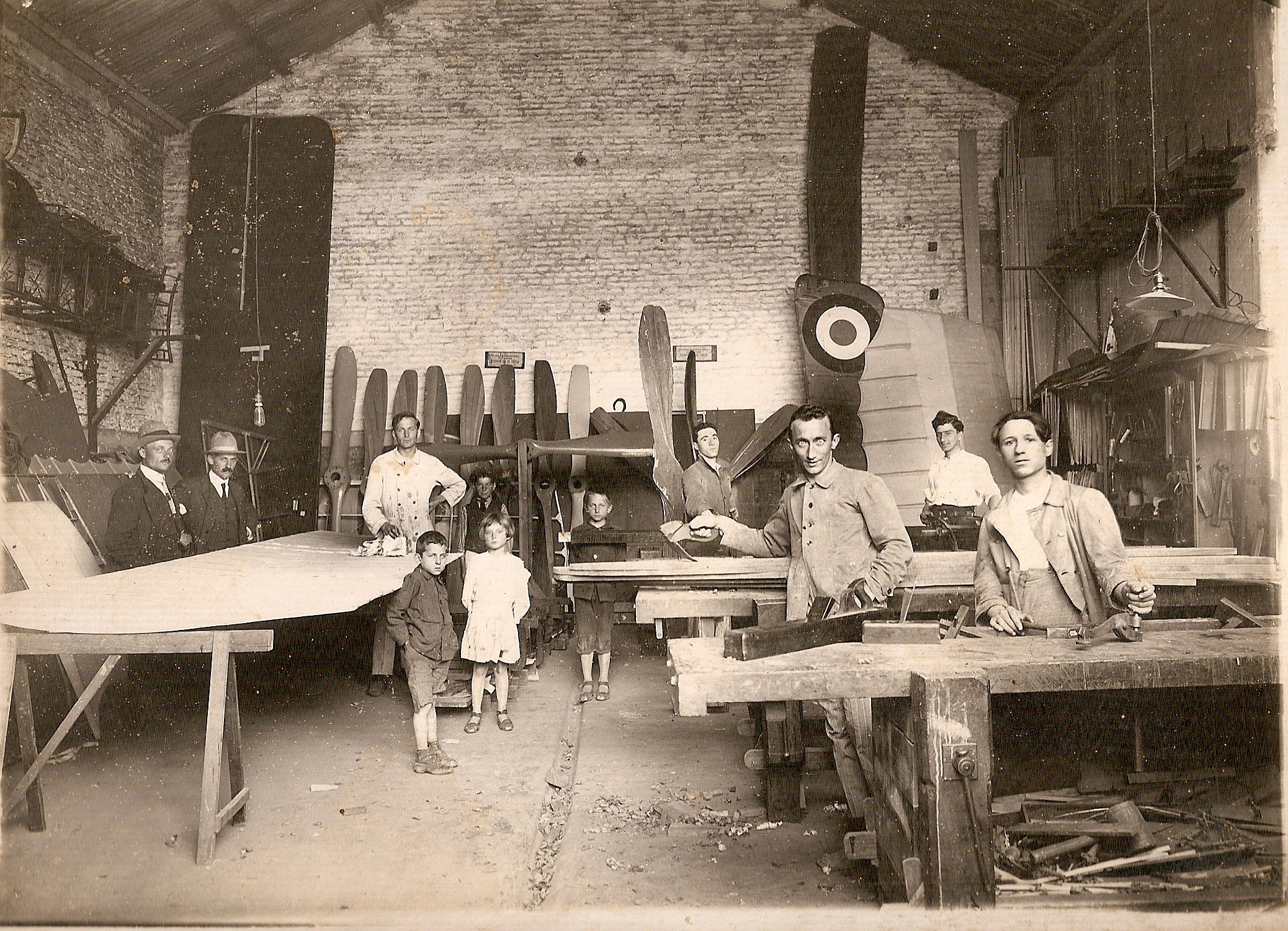
Primeras instalaciones.

A principios del año 1919, dadas las condiciones de progreso en la aviación, solicitan la baja de sus puestos para abocarse de lleno a trabajar por su cuenta, formando la sociedad Sfreddo y Paolini. Las primeras instalaciones se ubicaron en Las Heras 4021 de la ciudad de Buenos Aires. Uno de los primeros clientes importantes fue la Compañía Rioplatense de Aviación, que pese a tener talleres propios y personal extranjero especializado, les encomendaban la mayor parte de los trabajos de la compañía. Uno de los primero trabajos realizados, fueron hélices de cuatro palas, que eran casi las únicas que se usaban en los aviones ingleses, luego fueron largueros, montantes, fuselajes, alas, etc., iniciándose así, una constante actividad y expansión. Después de la guerra llegó al país gran cantidad de material de vuelo, lo que sumado al prestigio personal e institucional de Sfreddo y Paolini, hizo que creciera rápidamente el taller lo que obligó años después (en 1926) a mudarlo a un lugar más amplio y público como el recientemente creado Aeródromo Presidente Rivadavia de Seis de Septiembre, provincia de Buenos Aires (hoy Aeródromo de Morón). En dicho lugar también se instalaron el Aero Club Argentino, el Club Argentino de Planeadores Albatros y Pan American-Grace Airways, entre  otros. Así también la sociedad de hecho se transformó en Sociedad de Responsabilidad Limitada.

## Fabricación de aviones
Entre los años 1919 y 1947 la aviación civil se nutrió  de esta empresa para sus necesidades más complejas, como recorridas y reconstrucción total de aeronaves, de las que solamente se utilizaba la documentación. Los aviones reconstruidos, fueron de todas las marcas que existían en el país y países limítrofes. Incursionaron en la fabricación total de aviones tanto de diseño propio como ``El Nacional’’ SyP I, año 1930, y el SyP II, año 1934. Ambos tuvieron muy buenas  condiciones e interesantes prestaciones de vuelo. Luego siguió el SyP III en 1935 que a pesar de estar en un gran porcentaje construido, se suspendió su terminación por la burocracia de la época. Con planos extranjeros fueron construidos los planeadores Schulgleiter SG.38 en cantidad de 50 unidades y el Grunàu Baby IIa, 25 unidades. Ambos eran encargados por la Secretaría de Aeronáutica. Así también por una licitación del Instituto Aerotécnico, se los contrató para la fabricación de empenajes de madera y de todos los herrajes metálicos para los aviones I.Ae.22 DL.
El 24 de diciembre de 1940 un tornado destruyó sus instalaciones en el aeródromo, tan grande fueron los daños que se vieron obligados a transformar la Sociedad de Responsabilidad Limitada en Sociedad Anónima, para afrontar, la reconstrucción de los talleres. Luego se emitieron acciones, con cuya venta se construyeron los nuevos hangares. Así se constituyó en el año 1941 la S. A. Sfreddo y Paolini Fábrica Argentina de Aviones. En la inauguración de las nuevas instalaciones y festejos de las Bodas de Plata, el 27 de abril de 1941 alguien dijo de estos dos pioneros "sin Sfreddo y Paolini, no hubiera habido en nuestro país aviación deportiva". En ese mismo año, en Tucumán, su ciudad natal, el ingeniero A. Turbay crea el avión T-I Tucán. Con la intención de hacer algunos retoques de terminación, en el año 1943, llega a Morón, a los talleres de Sfreddo y Paolini. Una vez terminado, desea presentarlo a las autoridades y a la prensa, cosa que se concreta en agosto de ese mismo año. Luego de las pruebas realizadas, con todo éxito, la firma decide encarar la fabricación del mismo. A su vez el ingeniero Turbay es contratado como jefe de ingeniaría de la empresa. En el año 1944 se inicia una serie de seis aviones para la Dirección de Aeronáutica Civil. En muy poco tiempo se terminaron todos los herrajes, largueros de ala y cuadernas del fuselaje, pero repentinamente la Dirección Aeronáutica les informa, que no entregaría los motores que había prometido y como no se podían importar otros, debido a la guerra, se decidió suspender el proyecto. En los siguientes años se fabricaron los planeadores antes mencionados y las partes para el I.Ae. 22 DL como así también, por licitación pública, les fue adjudicada la fabricación de 160 F.M.A. 20 El Boyero, lo cual no se pudo concretar, por la falta de materiales importados, con motivo de la Segunda Guerra Mundial.

## Cierre de la fábrica
Llegado el año 1946 se dio inicio a una larga serie de entredichos entre el Estado y la empresa cuyo verdadero motivo era político. Ya en 1947 el estado decretó la expropiación de todas las instalaciones civiles allí existentes y crea una Base Aérea Militar. A pesar del ofrecimiento de algunas alternativas la empresa decidió cerrar sus puertas definitivamente en dicho año. No olvidemos que del taller Sfreddo y Paolini surgieron los técnicos que formarían los principales talleres de mantenimiento de aviones civiles con posterioridad, como los hermanos Mozzi, Isidoro Manzano, José Clèrici, Santiago Fontuzzi, entre muchos otros. Así  mismo recordemos que don Luís Paolini paralelamente a su actividad industrial aeronáutica, se graduó de piloto civil el 13 de diciembre de 1926 en el Aero Club Argentino. En agosto de 1930 conjuntamente con colegas, amigos y entusiastas del vuelo sin motor fundan el Club Argentino de Planeadores Albatros. En dicho club, el 18 de diciembre de 1930 se realiza el primer vuelo con el planeador Detroit Gull recientemente adquirido, remolcado por un automóvil, estando al mando del mismo, Luís Paolini quien con posterioridad, conjuntamente con otros socios pilotos, actuaron como instructores de vuelo sin motor en el mencionado club. 
En el año 1946 el Sr. Paolini  se traslada a EE.UU. a participar de la selección de los 10 aviones Douglas DC-3, sobrante de la Segunda Guerra Mundial para ser reacondicionados para el transporte de pasajeros, e incorporarlos a la Sociedad Mixta Z.O.N.D.A.(línea aérea al noroeste argentino) y de cuya fundación formaron parte Sfreddo y Paolini.